# Mike Maignan
Mike Peterson Maignan (sinh ngày 3 tháng 7 năm 1995) là một cầu thủ bóng đá chuyên nghiệp người Pháp hiện đang thi đấu ở vị trí thủ môn cho đội tuyển bóng đá quốc gia Pháp và là đội trưởng của câu lạc bộ Serie A AC Milan. Nổi tiếng nhờ khả năng phản xạ xuất sắc, khả năng lãnh đạo trên sân tốt và khả năng phân phối bóng hoàn hảo, anh được đánh giá là một trong những thủ môn xuất sắc nhất trong thế hệ của mình.
Maignan đến đội trẻ của Paris Saint-Germain, anh đã nhiều lần phải vào sân thay người không được trọng dụng. Năm 2015, anh gia nhập Lille với giá 1 triệu euro và trở thành sự lựa chọn số một của họ vào năm 2017. Anh được bầu chọn là thủ môn của năm của Ligue 1 trong mùa giải 2018–19 và giành chức vô địch ở mùa giải 2020–21. Sau đó, anh chuyển đến AC Milan với giá 15 triệu euro, vô địch Serie A trong mùa giải đầu tiên và lọt vào Đội hình xuất sắc nhất mùa giải.
Sau 37 lần khoác áo Pháp ở cấp độ trẻ, Maignan đã có trận ra mắt quốc tế chuyên nghiệp vào năm 2020. Anh được chọn vào Pháp tham dự UEFA Euro 2020 và UEFA Euro 2024.

## Những năm đầu
Maignan sinh ra ở Cayenne, Guiana thuộc Pháp, với mẹ là người Haiti và cha là người Guyana.

## Sự nghiệp câu lạc bộ

### Paris Saint-Germain
Maignan chơi ở các hạng đấu thấp hơn của Paris Saint-Germain trước khi được thăng hạng lên đội một vào năm 2013. Anh tham gia UEFA Youth League 2013–14, giải đấu mà đội của anh đã lọt vào tứ kết, bị loại bởi Real Madrid.
Vào tháng 6 năm 2013, Maignan đã ký hợp đồng chuyên nghiệp đầu tiên có thời hạn ba năm. Vào ngày 18 tháng 12, anh lần đầu tiên có mặt trong đội hình thi đấu, ngồi trên băng ghế dự bị cho Nicolas Douchez trong chiến thắng 2–1 trước Saint-Étienne ở vòng 16 đội cuối cùng của Coupe de la Ligue. Vào ngày 19 tháng 1 năm 2014, anh được đưa vào một trận đấu Ligue 1 lần đầu tiên, không được sử dụng khi Salvatore Sirigu chơi trong chiến thắng 5–0 trước Nantes tại Parc des Princes.

### Lille

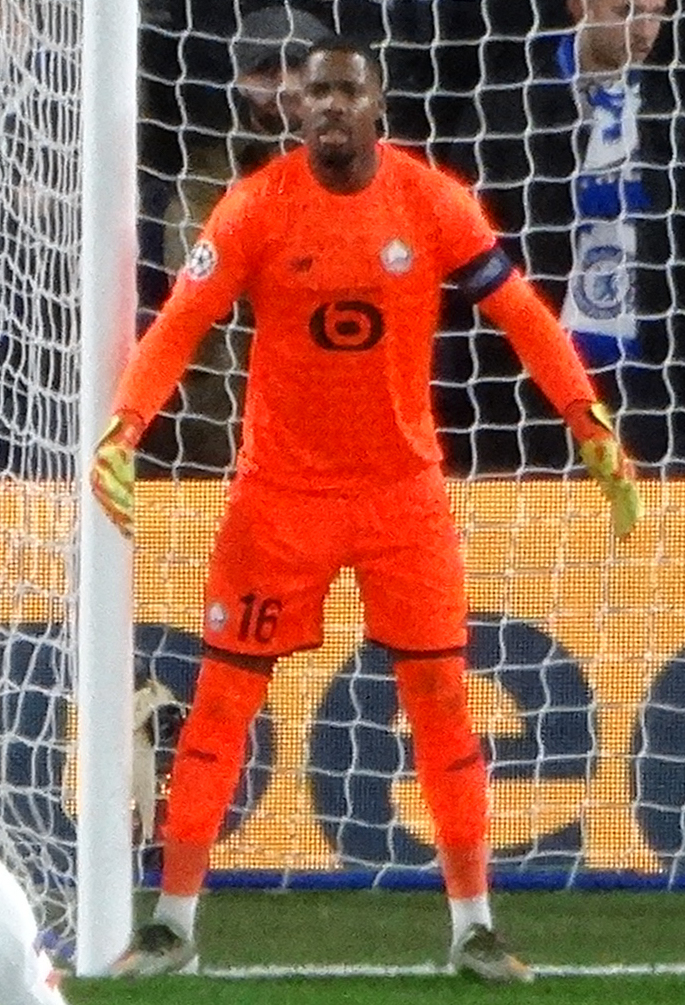
Maignan chơi cho Lille năm 2019

Vào tháng 8 năm 2015, Maignan chuyển đến câu lạc bộ Ligue 1 khác là Lille với giá 1 triệu euro theo hợp đồng có thời hạn 5 năm. Anh ra mắt chuyên nghiệp vào ngày 18 tháng 9 trong trận hòa 1–1 tại Rennes, khi vào sân thay cho Yassine Benzia sau khi Vincent Enyeama bị đuổi khỏi sân ở phút thứ 69. Với cú chạm bóng đầu tiên, anh đã cản phá được quả phạt đền của Paul-Georges Ntep; tuy nhiên, chỉ năm phút sau, anh đã để thủng lưới một bàn từ phía cầu thủ ấy.
Vào đầu mùa giải 2017–18, huấn luyện viên Marcelo Bielsa đã loại Enyeama giàu kinh nghiệm ra khỏi đội hình để thay bằng Maignan. Trong trận đấu thứ hai của mùa giải, thua 3–0 trước Strasbourg, anh đã bị đuổi khỏi sân vì ném bóng vào đối thủ và tiền đạo Nicolas de Préville đã phải vào sân trong những phút cuối cùng. Mùa giải tiếp theo, anh luôn có mặt khi Lille về nhì sau PSG, và được bầu là Thủ môn của năm trong Trophées UNFP du football. Kỷ lục của anh là chỉ để thủng lưới 30 bàn, giữ sạch lưới 17 trận, cứu thua 233 lần và cản phá được ba quả phạt đền.
Vào mùa giải 2020–21, Maignan đã giành chức vô địch Ligue 1, đánh bại câu lạc bộ cũ PSG vào ngày thi đấu cuối cùng với một điểm cách biệt. Maignan kết thúc mùa giải với 21 trận giữ sạch lưới, kém kỷ lục của giải đấu với chỉ một trận giữ sạch lưới.

### AC Milan

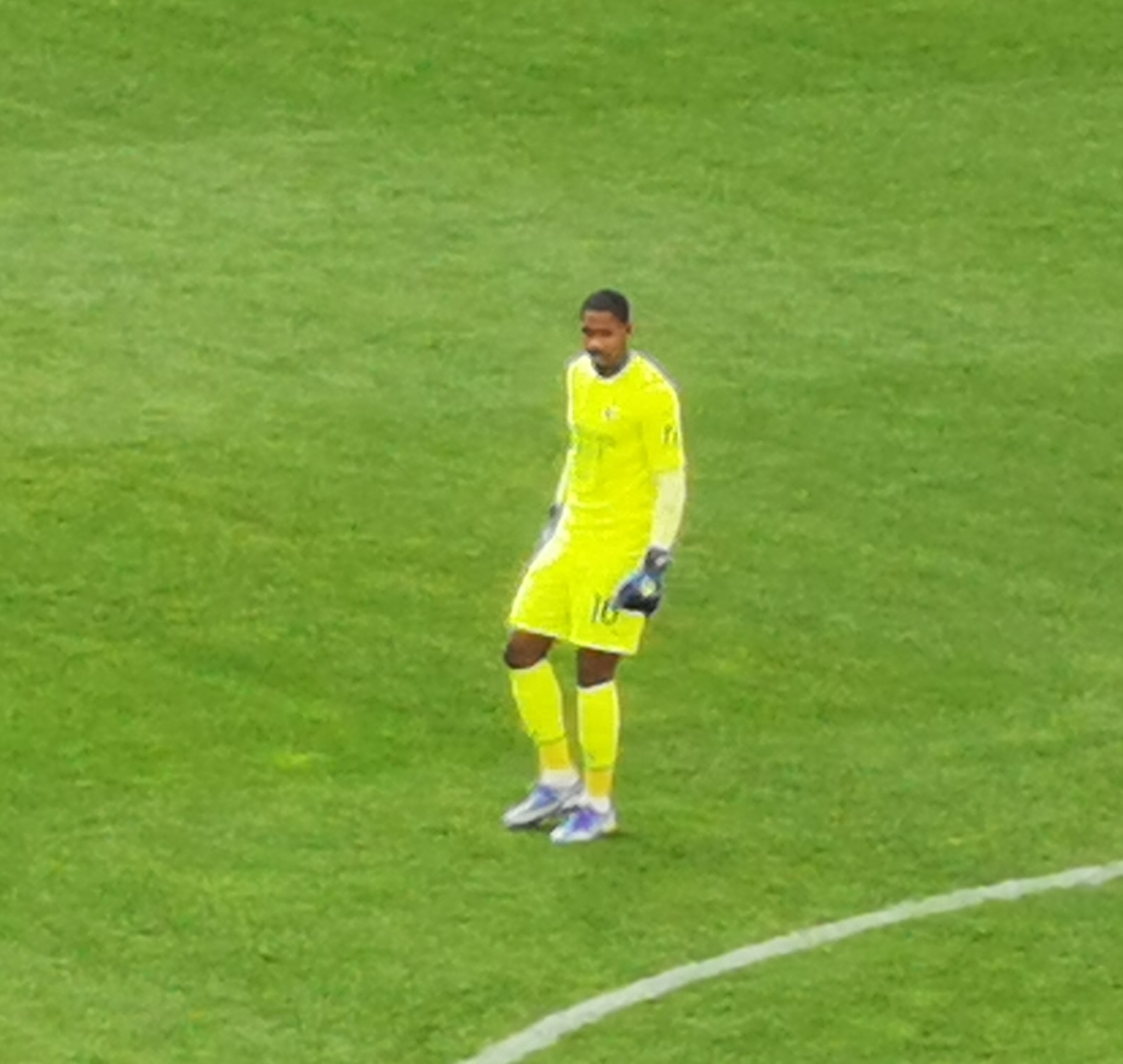
Maignan chơi cho AC Milan vào năm 2022

Vào ngày 27 tháng 5 năm 2021, Maignan đã đồng ý ký hợp đồng có thời hạn 5 năm với câu lạc bộ Serie A AC Milan, có hiệu lực từ ngày 1 tháng 7. Anh ấy đến với mức phí chuyển nhượng được cho là 15 triệu euro, để thay thế cho Gianluigi Donnarumma sắp chuyển đến PSG. Anh ra mắt vào ngày 23 tháng 8, trong chiến thắng 1–0 trước Sampdoria.
Vào ngày 19 tháng 9, trong một trận đấu với Juventus, Maignan đã trở thành nạn nhân của lời lăng mạ phân biệt chủng tộc từ một người hâm mộ Juventus; anh đáp trả bằng cách tự gọi mình là "tự hào vì da đen". Người hâm mộ này sau đó đã bị xác định danh tính và báo cho cảnh sát, đồng thời bị trục xuất khỏi câu lạc bộ người hâm mộ Juventus Club Castagnaro.
Vào ngày 13 tháng 10 năm 2021, Maignan đã phẫu thuật chấn thương cổ tay trái và anh ấy dự kiến sẽ phải nghỉ thi đấu trong mười tuần. nhưng anh đã trở lại sân đấu với chỉ sau sáu tuần dưỡng thương. Anh đã có những pha cứu thua quan trọng trước Inter, giúp đội của anh giành chiến thắng sít sao 2–1 trong trận derby milan vào ngày 5 tháng 2.
Tám ngày sau, anh kiến tạo cho Rafael Leão ghi bàn trong chiến thắng 1–0 trước Sampdoria, là pha kiến tạo đầu tiên của thủ môn AC Milan tại Serie A kể từ lần gần nhất của Dida vào năm 2006.
Maignan đã được trao danh hiệu Thủ môn xuất sắc nhất Serie A trước trận đấu cuối cùng của mùa giải vào ngày 22 tháng 5 năm 2022. Milan đã giành chiến thắng 3–0 trên sân khách trước Sassuolo để giành chức vô địch giải đấu đầu tiên kể từ năm 2011; đây là trận giữ sạch lưới thứ 17 của anh trong mùa giải này.
Vào ngày 18 tháng 4 năm 2023, anh đã cản phá được một quả phạt đền từ Khvicha Kvaratskhelia trong trận hòa 1–1 trên sân khách với Napoli ở lượt về tứ kết UEFA Champions League 2022–23, giúp đội của anh giành quyền vào bán kết, bằng chiến thắng chung cuộc 2–1 và lần đầu tiên lọt vào vòng bán kết kể từ mùa giải 2006–07. Vào ngày 2 tháng 12, anh đã kiến tạo cho Christian Pulisic ghi bàn trong chiến thắng 3–1 trước Frosinone, giúp anh trở thành thủ môn duy nhất ở 5 giải đấu hàng đầu châu Âu có một pha kiến tạo trong mỗi 3 mùa giải gần đây.
Vào tháng 1 năm 2024, sau khi Maignan bị người hâm mộ Udinese cáo buộc rằng anh đã lạm dụng chủng tộc, ngay sau đó, anh và các đồng đội đã bị buộc rời khỏi sân. Sau sự cố ngày hôm ấy, Udinese phải chơi trận tiếp theo trong sân không có khán giả. Ban đầu, một người hâm mộ Udinese bị cấm vĩnh viễn,  trước khi bốn người khác cũng nhận hình phạt tương tự.

## Sự nghiệp quốc tế
Maignan đã chơi cho đội tuyển Pháp ở mọi cấp độ từ U-16 đến U-21. Anh làm đội trưởng đội U-17 tại Giải vô địch bóng đá U-17 châu Âu 2012 tại Slovenia. Anh ấy đã nhận được lệnh triệu tập lên đội tuyển quốc gia đầu tiên vào tháng 5 năm 2019, trước thềm vòng loại UEFA Euro 2020 với Thổ Nhĩ Kỳ và Andorra và một trận giao hữu với Bolivia. Anh ra mắt vào ngày 7 tháng 10 năm 2020 với tư cách là cầu thủ vào sân thay thế cho Steve Mandanda trong hiệp một trận giao hữu với Ukraine, trận đấu kết thúc với chiến thắng 7–1 tại Stade de France. Vào tháng 5 năm 2021, anh được triệu tập tham dự vòng chung kết Euro 2020 bị hoãn trước đó 1 năm.
Vào ngày 6 tháng 6 năm 2022, Maignan đã có trận ra mắt quốc tế đầy tính cạnh tranh trong trận hòa 1–1 trên sân khách tại UEFA Nations League với Croatia, để thủng lưới quả phạt đền vào phút cuối do Andrej Kramarić. Chấn thương bắp chân vào tháng 9 và tháng 10 năm đó đã khiến anh phải bỏ lỡ FIFA World Cup 2022.
Sau khi Hugo Lloris giã từ sự nghiệp thi đấu quốc tế vào tháng 1 năm 2023, Maignan được chọn lên làm thủ môn số một cho đội tuyển quốc gia Pháp.

## Thống kê sự nghiệp

### Câu lạc bộ
Tính đến 6 tháng 1 năm 2025
| Câu lạc bộ            | Mùa giải            | Giải đấu            | Giải đấu | Giải đấu | Cúp quốc gia | Cúp quốc gia | Cúp liên đoàn | Cúp liên đoàn | Châu Âu | Châu Âu | Khác | Khác | Tổng cộng | Tổng cộng |
| Câu lạc bộ            | Mùa giải            | Hạng đấu            | Trận     | Bàn      | Trận         | Bàn          | Trận          | Bàn           | Trận    | Bàn     | Trận | Bàn  | Trận      | Bàn       |
| --------------------- | ------------------- | ------------------- | -------- | -------- | ------------ | ------------ | ------------- | ------------- | ------- | ------- | ---- | ---- | --------- | --------- |
| Paris Saint-Germain B | 2012–13             | CFA                 | 2        | 0        | —            | —            | —             | —             | —       | —       | —    | —    | 2         | 0         |
| Paris Saint-Germain B | 2013–14             | CFA                 | 19       | 0        | —            | —            | —             | —             | —       | —       | —    | —    | 19        | 0         |
| Paris Saint-Germain B | 2014–15             | CFA                 | 21       | 0        | —            | —            | —             | —             | —       | —       | —    | —    | 21        | 0         |
| Paris Saint-Germain B | Tổng cộng           | Tổng cộng           | 42       | 0        | —            | —            | —             | —             | —       | —       | —    | —    | 42        | 0         |
| Lille II              | 2015–16             | CFA 2               | 8        | 0        | —            | —            | —             | —             | —       | —       | —    | —    | 8         | 0         |
| Lille II              | 2016–17             | CFA                 | 2        | 0        | —            | —            | —             | —             | —       | —       | —    | —    | 2         | 0         |
| Lille II              | Tổng cộng           | Tổng cộng           | 10       | 0        | —            | —            | —             | —             | —       | —       | —    | —    | 10        | 0         |
| Lille                 | 2015–16             | Ligue 1             | 4        | 0        | 0            | 0            | 1             | 0             | —       | —       | —    | —    | 5         | 0         |
| Lille                 | 2016–17             | Ligue 1             | 7        | 0        | 4            | 0            | 1             | 0             | —       | —       | —    | —    | 12        | 0         |
| Lille                 | 2017–18             | Ligue 1             | 34       | 0        | 1            | 0            | 1             | 0             | —       | —       | —    | —    | 36        | 0         |
| Lille                 | 2018–19             | Ligue 1             | 38       | 0        | 3            | 0            | 1             | 0             | —       | —       | —    | —    | 42        | 0         |
| Lille                 | 2019–20             | Ligue 1             | 28       | 0        | 3            | 0            | 0             | 0             | 6       | 0       | —    | —    | 37        | 0         |
| Lille                 | 2020–21             | Ligue 1             | 38       | 0        | 2            | 0            | —             | —             | 8       | 0       | —    | —    | 48        | 0         |
| Lille                 | Tổng cộng           | Tổng cộng           | 149      | 0        | 13           | 0            | 4             | 0             | 14      | 0       | —    | —    | 180       | 0         |
| AC Milan              | 2021–22             | Serie A             | 32       | 0        | 4            | 0            | —             | —             | 3       | 0       | —    | —    | 39        | 0         |
| AC Milan              | 2022–23             | Serie A             | 22       | 0        | 0            | 0            | —             | —             | 7       | 0       | —    | —    | 29        | 0         |
| AC Milan              | 2023–24             | Serie A             | 29       | 0        | 1            | 0            | —             | —             | 12      | 0       | —    | —    | 42        | 0         |
| AC Milan              | 2024–25             | Serie A             | 17       | 0        | 0            | 0            | —             | —             | 6       | 0       | 2    | 0    | 25        | 0         |
| AC Milan              | Tổng cộng           | Tổng cộng           | 100      | 0        | 5            | 0            | —             | —             | 28      | 0       | 2    | 0    | 135       | 0         |
| Tổng cộng sự nghiệp   | Tổng cộng sự nghiệp | Tổng cộng sự nghiệp | 301      | 0        | 18           | 0            | 4             | 0             | 42      | 0       | 2    | 0    | 367       | 0         |

1. ↑  Bao gồm Coupe de France, Coppa Italia
2. ↑  Bao gồm Coupe de la Ligue
3. 1 2 3 4  Số lần ra sân tại UEFA Champions League
4. ↑  Số lần ra sân tại UEFA Europa League
5. ↑  Sáu lần ra sân tại UEFA Champions League, sáu lần ra sân tại UEFA Europa League
6. ↑  Số lần ra sân tại Supercoppa Italiana

### Quốc tế
Tính đến 17 tháng 11 năm 2024
| Đội tuyển quốc gia | Năm       | Trận | Bàn |
| ------------------ | --------- | ---- | --- |
| Pháp               | 2020      | 1    | 0   |
| Pháp               | 2022      | 4    | 0   |
| Pháp               | 2023      | 8    | 0   |
| Pháp               | 2024      | 15   | 0   |
| Tổng cộng          | Tổng cộng | 28   | 0   |

## Danh hiệu
Lille
- Ligue 1: 2020–21[16]

AC Milan
- Serie A: 2021–22[46]
- Supercoppa Italiana: 2024

Pháp
- UEFA Nations League: 2020–21[47]

Cá nhân
- UNFP Ligue 1 Goalkeeper of the Year: 2018–19[15]
- UNFP Ligue 1 Team of the Year: 2018–19[15]
- Serie A Best Goalkeeper: 2021–22[48]
- Serie A Team of the Year: 2021–22,[49] 2022–23[50]
- UEFA European Championship Team of the Tournament: 2024[51]